# Zygomyia ornata
Zygomyia ornata is een muggensoort uit de familie van de paddenstoelmuggen (Mycetophilidae). De wetenschappelijke naam van de soort is voor het eerst geldig gepubliceerd in 1869 door Hermann Loew.